# インド鉄道WCM3形電気機関車
インド鉄道WCM3形電気機関車（インドてつどうWCM3がたでんききかんしゃ）は、日本の電機メーカーである日立製作所がインド鉄道向けに製造した直流電気機関車。ハイフンを入れてWCM-3形とも呼ばれ、第二次世界大戦後、完全に独立した日本における初の輸出電気機関車である。

## 概要
インド鉄道の路線の電化はイギリス領インド帝国時代の1925年におけるボンベイ都市圏の直流1,500 V電化に始まり、1958年にはカルカッタ（現：コルカタ）地域についても直流3,000 V電化が行われる事となった。それまで導入された電気機関車（WCM1形およびWCM2形）はかつての宗主国であったイギリスの鉄道車両メーカーが製造したものであったが、それに続いて1958年に製造されたWCM3形は日立製作所が受注を獲得した。ただし、インド鉄道の規格に合わせ制動装置など一部部品についてはインド鉄道側の要望によりイギリス企業のものを用いている。
車体は前後にボンネットを有する箱型で、側面窓は3つである。車内には電動機3台や抵抗器などが設置され、送風機付き電動発電機により室内から空気を吸い込まず内部への埃の侵入を防ぐ構造となっている。
台車についてはイコライザー式の3軸ボギー台車を2つ搭載しており、半径175 m（573 ft）の曲線を安全に通過できる設計となっている。一体鋳鋼製の大型台車枠など部品は日立製がほとんどだが、軸受についてはイギリスのテムケン社のローラーベアリングを使用している。また制動装置もウェスチングハウスのイギリス支社製のものを採用しており、機関車単体は真空ブレーキを用いる一方、連結する客車や貨車には空気ブレーキを使用する。
主電動機は、急行旅客列車から貨物列車まで様々な用途に使用される事を踏まえ、製造当時の日本製主電動機では最大容量となる、1時間定格出力600 HP・800 rpmのHS-373-Arを採用している。
なお、形式名の「WCM」は、「広軌（W）直流（C）貨客両用（M）機関車」と言う意味である。

## 運用
1958年の登場以降カルカッタの直流電化路線で使用されていたが、後にボンベイ（現：ムンバイ）の直流1,500 V電化区間へ移籍し、それに伴う降圧化工事も実施された。以降は小運転や入れ換え用に従事し、2014年の時点で全車両が廃車・解体されている。